# Châtignac
Châtignac es una comuna francesa situada en el departamento de Charente, en la región de Nueva Aquitania.

## Demografía
| 210 | 191 | 181 | 158 | 143 | 185 | 172 |
| Para los censos de 1962 a 1999 la población legal corresponde a la población sin duplicidades (Fuente: INSEE [Consultar]) |     |     |     |     |     |     |